# Beilschmiedia tirunelvelica
Beilschmiedia tirunelvelica är en lagerväxtart som beskrevs av Manickam, Murugan, Jothi & Sundaresan. Beilschmiedia tirunelvelica ingår i släktet Beilschmiedia och familjen lagerväxter. Inga underarter finns listade i Catalogue of Life.